# گچ‌دوست معمولی
گچ دوست معمولی (نام علمی: Gypsophila elegans) نام یک گونه از سرده گچ‌دوست است.